# Athlétisme aux Jeux olympiques de la jeunesse de 2014
Navigation
Édition précédente Édition suivante
Les épreuves d'athlétisme aux Jeux olympiques de la jeunesse d'été de 2014 ont lieu au Stade du Centre sportif olympique de Nankin, en Chine, du 20 au 26 août 2014.

## Faits marquants
En finale, le Jamaïcan Jaheel Hyde bat le record du monde cadet du 110 m haies de 16 centièmes, pour le porter à 12 s 96. Il efface ainsi des tablettes les 13 s 12 du Français Wilhem Belocian, établis en 2012 à Lens.

## Compétitions

### Compétition garçons
| Épreuves             | Or                                   | Argent                                  | Bronze                                    |
| -------------------- | ------------------------------------ | --------------------------------------- | ----------------------------------------- |
| 100 mètres           | Sydney Siame 10 s 56                 | Kenta Ōshima 10 s 57                    | Trae Williams 10 s 60                     |
| 200 mètres           | Noah Lyles 20 s 80                   | Baboloki Thebe 21 s 20                  | Yang Chun-Han 21 s 31                     |
| 400 mètres           | Martin Manley 46 s 31                | Karabo Sibanda 46 s 76 (PB)             | Henry Delauze 46 s 91 (PB)                |
| 800 mètres           | Myles Marshall 1 min 49 s 14         | Geofrey Balimumiti 1 min 49 s 37 (PB)   | Bacha Mulata 1 min 49 s 73                |
| 1 500 mètres         | Gilbert Soet 3 min 41 s 99 (WYL, PB) | Mulugeta Uma 3 min 45 s 08 (PB)         | Mohamed Ismail Ibrahim 3 min 45 s 72 (PB) |
| 3 000 mètres         | Yomif Kejelcha 7 min 56 s 20         | Thierry Ndikumwenayo 8 min 6 s 05 (PB)  | Moses Koech 8 min 6 s 33                  |
| 110 mètres haies     | Jaheel Hyde 12 s 96 (WYR)            | Henrik Hannemann 13 s 40 (PB)           | Kim Gyeong-tae 13 s 43 (PB)               |
| 400 mètres haies     | Xu Zhihang 50 s 61 (WYL, PB)         | Mohamed Farès Jelassi 50 s 61 (WYL, PB) | Victor Coroller 51 s 19 (NYR)             |
| 2 000 mètres steeple | Wogene Sidamo 5 min 38 s 42          | Amos Kirui 5 min 40 s 29                | Hicham Chemlal 5 min 40 s 94              |
| 10 kilomètres marche | Minoru Onogawa 42 min 3 s 64 (PB)    | Vladislav Saraikin 42 min 10 s 95 (PB)  | Noel Alí Chama 42 min 14 s 11             |
| Saut en hauteur      | Daniil Lysenko 2,20 m                | Yūji Hiramatsu 2,14 m (PB)              | Shemaiah James 2,14 m (PB)                |
| Saut à la perche     | Noel-Aman del Cerro 5,10 m (PB)      | Vladimir Shcherbakov 5,05 m             | Muntadher Abdulwahid 5,05 m (PB)          |
| Saut en longueur     | Anatoliy Ryapolov 7,54 m             | Obrien Wasome 7,44 m (PB)               | Zhong Peifeng 7,37 m                      |
| Triple saut          | Miguel van Assen 16,15 m             | Tobia Bocchi 16,01 m                    | Nazim Babayev 15,96 m                     |
| Lancer du poids      | Konrad Bukowiecki 23,17 m (WYL, PB)  | Andrei Toader 21,00 m                   | Merten Howe 20,13 m                       |
| Lancer du disque     | Cheng Yulong 64,14 m (PB)            | Clemens Prufer 63,52 m                  | Ruslan Valitov 57,48 m (PB)               |
| Lancer du marteau    | Hlib Piskunov 82,65 m (PB)           | Bence Halász 81,90 m                    | Ahmed Youssef 78,59 m (PB)                |
| Lancer du javelot    | Lukas Moutarde 74,48 m (PB)          | Alexandru Novac 73,98 m                 | Márk Schmölcz 72,40 m                     |

### Compétition filles
| Épreuves             | Or                                         | Argent                              | Bronze                                   |
| -------------------- | ------------------------------------------ | ----------------------------------- | ---------------------------------------- |
| 100 mètres           | Liang Xiaojing 11 s 65                     | Paraskevi Andreou 11 s 71           | Samantha Geddes 11 s 76                  |
| 200 mètres           | Natalliah Whyte 23 s 55                    | Dzhois Koba 23 s 94                 | Brandee Johnson 24 s 28                  |
| 400 mètres           | Jessica Thornton 52 s 50 (PB)              | Salwa Naser 52 s 74 (PB)            | Meleni Rodney 53 s 33 (PB)               |
| 800 mètres           | Martha Bissah 2 min 4 s 90 (PB)            | Hawi Alemu Negeri 2 min 6 s 01 (PB) | Mareen Kalis 2 min 6 s 03                |
| 1 500 mètres         | Kokeb Tesfaye Alemu 4 min 15 s 38          | Winfred Mbithe 4 min 17 s 91        | Dalila Gosa 4 min 18 s 36 (PB)           |
| 3 000 mètres         | Nozomi Musembi Takamatsu 9 min 1 s 58 (PB) | Alina Reh 9 min 5 s 07              | Berhan Demiesa Asgedom 9 min 6 s 10 (PB) |
| 100 mètres haies     | Laura Valette 13 s 34 (=PB)                | Elvira Herman 13 s 38               | Chloë Beaucarne 13 s 61                  |
| 400 mètres haies     | Gezelle Magerman 57 s 91 (PB)              | Michaela Peskova 58 s 26 (PB)       | Anne Sofie Kirkegaard 58 s 60 (PB)       |
| 2 000 mètres steeple | Rosefline Chepngetich 6 min 22 s 67        | Zewdinesh Teklemaream 6 min 26 s 02 | Lili Anna Toth 6 min 31 s 92 (PB)        |
| 5 kilomètres marche  | Ma Zhenxia 22 min 22 s 08 (SB)             | Valeria Ortuño 23 min 19 s 27       | Noemi Stella 23 min 38 s 10              |
| Saut en hauteur      | Yuliya Levchenko 1,89 m (PB)               | Nawal Meniker 1,87 m (NYR)          | Michaela Hrubá 1,85 m                    |
| Saut à la perche     | Angelica Moser 4,36 m (PB)                 | Robeilys Peinado 4,10 m             | Leda Kroselj 3,90 m                      |
| Saut en longueur     | Yelyzaveta Baby 6,26 m (PB)                | Beatrice Fiorese 6,21 m             | Rhesa Foster 6,17 m (PB)                 |
| Triple saut          | Yanis David 13,33 m (PB)                   | Tay-Leiha Clark 13,06 m (PB)        | Eszter Bajnok 13,01 m (PB)               |
| Lancer du poids      | Alena Bugakova 18,95 m                     | Maria Orozco Castro 17,55 m         | Anika Nehls 17,31 m                      |
| Lancer du disque     | Sun Kangping 52,79 m (PB)                  | Al'Ona Byelyakova 51,64 m           | Lara Kempka 50,70 m                      |
| Lancer du marteau    | Xu Xinying 68,35 m (PB)                    | Alex Hulley 68,35 m                 | Zsofia Matild Bacskay 67,35 m            |
| Lancer du javelot    | Hanna Tarasiuk 59,52 m (WYL, PB)           | Fabienne Schonig 53,68 m            | Nagisa Mori 52,27 m (PB)                 |

### Compétition mixte
| Édition          | Or | Or            | Argent | Argent        | Bronze | Bronze        |
| ---------------- | --- | ------------- | --- | ------------- | --- | ------------- |
| Relais (8x100 m) | Équipe 34 Daou Aboubacar Tatiana Blagoveshchenskaia Ioana Gheorghe Merten Howe Maria Simancas Witthawat Thumcha Lakeisha Warner Trae Williams | 1 min 40 s 20 | Équipe 38 Ekaterina Alekseeva Coralie Gassama Oleksandr Malosilov Amedee Manirakiza Chinne Okoronkwo Rachel Pace Mohamed Saad Sydney Siame Ned Weatherly Beza Zegeye | 1 min 41 s 39 | Équipe 17 Martin Castanares Mariano Noel-Aman del Cerro Hussain Fahumee Dhakirina Fatima Sam Geddes Michaela Hruba Nagisa Mori Salwa Naser Domingos Savio dos Santos Wogene Sidamo | 1 min 43 s 60 |